# Basílica des Fornàs de Torelló
La basílica des Fornàs de Torelló es una basílica que se encuentra en el término municipal de Mahón (Menorca), a unos 500m de la carretera del aeropuerto, en el Camino de Torelló, entre la carretera de San Clemente y la general. Este yacimiento fue descubierto por un labrador, Toni Cadona, es Pagès d'es Fornàs, y entonces la arqueóloga María Lluïsa Serra lo estudió. Actualmente está protegida por una tela metálica para evitar su deterioro, pero se puede observar perfectamente lo que era la basílica.
Fue construida entre los siglos V y VI d. C., en la época de Justiniano I, emperador romano de oriente que quería reconstruir el Imperio Romano y por eso había conquistado las Islas Baleares.
La basílica paleocristiana es una nave única orientada hacia levante y en ella se encuentra un mosaico romano que ocupa prácticamente toda su superficie. Este yacimiento procede del siglo VI d. C., fragmentado en tres tapices de distintos temas de la época.
Está orientada de este a oeste, y en el norte conserva una pica bautismal semiesférica, construida con piedra y mortero.
En el mosaico se presencian motivos geométricos, representaciones de aves que simbolizan el paraíso, y entre estos dos, hay una representación de dos leones con una palmera; esto significa la muerte por parte de los leones y el árbol de la vida por parte de la palmera. Todos estos hechos están influenciados por la tradición judía, que en esa época tenía mucha importancia. También se pueden ver restos de la mesa del altar.